# Jamanota
Jamanota (auch Ceru Jamanota) heißt die höchste Erhebung auf der zum Königreich der Niederlande gehörenden Karibikinsel Aruba. Der Gipfel des Berges ist auf einer Höhe von 188 m NAP.

## Geologie
Geologisch gesehen gehört der Berg wie die gesamte Insel zum südamerikanischen Festland. Prinzipiell ist er damit die Spitze eines unter der Meeresoberfläche befindlichen Küstenhügelzugs, der sich von Venezuela aus in das Karibische Meer erstreckt. Der Jamanota ist eine der Erhebungen aus hartem, teils vulkanischem Gestein in der Inselmitte, während der Rest der Insel größtenteils aus flachwelligem Kalkstein-Hügelland besteht. 

## Ökonomische Bedeutung
Von den 1840er bis zu den 1910er Jahren war der Jamanota eins der zwei Zentren des „Goldrausches“ auf Aruba. Das Gold wurde nicht an der Oberfläche geschürft, sondern in einer Mine abgebaut. Um 1885 war diese Mine bereits verlassen, doch zu Beginn des 20. Jahrhunderts wurde der Goldabbau wieder aufgenommen. Das Golderz wurde in die wenige Kilometer südwestlich gelegene Goldschmelzerei in Balashi gebracht, die von 1899 bis etwa 1916 in Betrieb war. Bis 1908 wurden in der Region insgesamt 700 Kilogramm Gold gefunden. 

## Flora und Fauna
Kakteen, Dornbüsche, Agaven, Aloen und Felsen prägen das Bild auf ganz Aruba. Es gibt 48 Arten einheimischer Bäume, von denen elf jedoch bereits sehr selten sind; von einigen gibt es nur noch fünf Exemplare. Abholzung, Klimawandel und Ziegen sind dafür verantwortlich. Viele Ziegen bewegen sich frei an den Hängen des Jamanota, ebenso wie Esel; beide Tierarten wurden von spanischen und niederländischen Kolonisten eingeführt. Ein Aufforstungsprogramm ist seit einiger Zeit im Gange. Der Berg liegt im Nationaal Park Arikok (Nationalpark), der in den frühen 1980er Jahren zu einem „Gebiet von nationaler Bedeutung“ erklärt wurde. Durchgängig sind hier Iguanas zu finden; tropische Vogelarten sind hier ebenfalls heimisch, darunter der arubanische Keilschwanzsittich Aratinga pertinax arubensis. Südlich des Berges findet man eine Population der vom Aussterben bedrohten arubanischen Schauer-Klapperschlange, der Cascabel
(wiss.: Crotalus durissus unicolor).

## Verschiedenes
Auf dem Gipfel des Jamanota steht eine Funkantenne.